# Francisco Fortuny
Francisco Fortuny (La Pobla de Montornès, Province de Tarragone, 1865 — Buenos Aires, Argentine, 1942) est un peintre, dessinateur satirique et illustrateur argentin d’origine espagnole.
Caricaturiste et illustrateur de livres et de revues, il reste cependant surtout connu pour avoir représenté, par des dessins et des tableaux, une longue série d’épisodes emblématiques des premières décennies de l’histoire de l’Argentine.

## Biographie

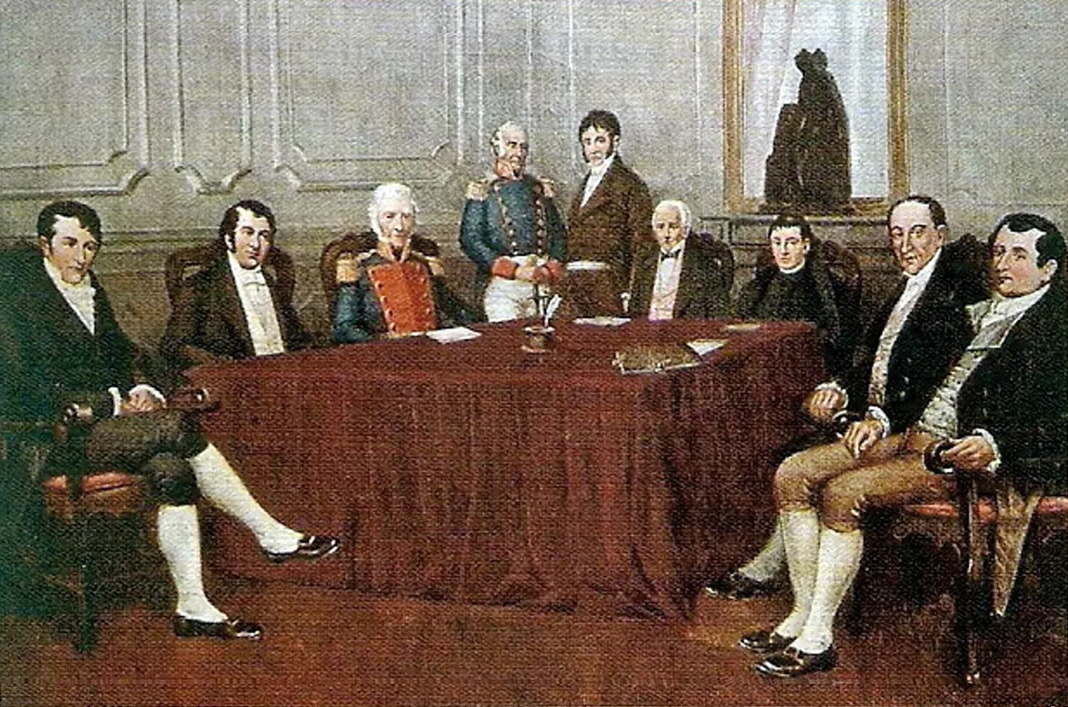
La Première Junte par Francisco Fortuny.

Francisco Fortuny naquit le 1er janvier 1865 à la Pobla de Montornès, gros bourg dans la province de Tarragone, en Catalogne espagnole. Il fut le protégé du comte de Güell et suivit une formation à l’académie des beaux-arts San Fernando à Madrid, où il eut pour professeurs Claudi Lorenzale et Antonio Ferrán. Jeune encore, vers la fin 1887, il émigra en Argentine pour y exercer sa profession. Avant de se transporter à Buenos Aires, il avait réalisé quelques contributions sporadiques pour la revue La Ilustración Española y Americana. Dans la capitale argentine, il travailla pour le compte de quelques-unes des revues illustrées les plus importantes du pays — Caras y Caretas, Papel y Tinta, P.B.T. , El Sudamericano, La Vida Moderna, Pulgarcito, Plus Ultra et Fray Mocho — ainsi que pour plusieurs journaux quotidiens, auxquels il fournissait journellement la caricature d’une personnalité alors dans le feu de l’actualité.
Fortuny fut un caricaturiste mordant, d’une critique acerbe, ce qui lui valut en plusieurs occasions des déboires avec les autorités de son pays d’adoption, mais aussi de l’Uruguay voisin ; ainsi, il se retrouva certain jour derrière les barreaux à Montevideo en raison d'un dessin satirique paru dans El Padre Español, et eut également maille à partir avec la justice à Buenos Aires.
Outre ses talents de caricaturiste et d’illustrateur, Fortuny fut aussi un peintre paysagiste intuitif habile à capter les environs de la capitale argentine, comme, par exemple, dans Paisaje de San Isidro (1898), ou la campagne pampéenne. Ces peintures à l’huile, où prédominent les tonalités mates et où peu d’attention est accordée aux effets de lumière, révèlent un peintre de chevalet et témoignent d’un traitement plutôt académique du paysage, les tableaux se réalisant en effet en atelier sans présenter la moindre marque de « plein-air ».
L’un des premiers artistes de son époque à se prendre d’intérêt pour le roman national argentin, il fut chargé à partir de 1906 d’illustrer les Manuales de Historia de la maison d’édition Estrada, et réalisa quelques grandes compositions historiques, comme El Congreso de Tucumán, à côté de petites toiles à sujets militaires, fort léchées, exécutées avec un grand souci du détail, et assez impersonnelles,,.
Il mourut à Buenos Aires le 23 juillet 1942.